# Ceize
Affluent à deux sources, le ruisseau de la Ceize est un cours d'eau du département de l'Aude, qui prend sa source dans le Cabardès, au Nord de Sallèles-Cabardès à près de 600 mètres d'altitude. 
La Ceize est un affluent de la Clamoux, elle même affluent de l’Orbiel qui, à son tour, se jette dans l’Aude à Trèbes. La longueur de son cours d'eau est de 11,8 km.
Sur ce cours d'eau, à hauteur de Villegly, se trouve le barrage de « Barrière», construit en 1877 en pierre de taille, qui a donné naissance au lac du même nom (surface du plan d’eau 20000 m² environ). 
La crue de la Ceize en novembre 1999 a donné lieu à des inondations dévastatrices pour les villages traversés.
Ce lac n'existe plus depuis l'installation de panneaux solaires. 